# خرچنگ‌های نقاب‌دار کاونده
خرچنگ‌های نقاب‌دار کاونده (نام علمی: Corystidae) نام یک تیره از بالاخانواده چنگارواران است.